# Andrena meripes
Andrena meripes är en biart som beskrevs av Heinrich Friese 1922. Andrena meripes ingår i släktet sandbin, och familjen grävbin. Inga underarter finns listade i Catalogue of Life.